# نجا مشطية
نجا مشطية (الاسم العلمي:Najas pectinata) هي نوع من النباتات تتبع جنس النجا من فصيلة الحب المائية.